# Mickey's Toontown
Mickey's Toontown est un mini-pays des parcs Disney dont le thème associe les personnages des courts métrages Disney (Mickey Mouse, Pluto...) à la ville imaginaire de Roger Rabbit. Cette zone s'appelle Mickey's Toontown à Disneyland, ToonTown à Tokyo Disneyland et s'est appelée Mickey's Toontown Fair au Magic Kingdom. En France, Toontown correspond à une simple photo-localisation en trompe-l'œil située dans le Parc Walt Disney Studios.

## Le concept et les attractions
L'histoire de ce land est née de la rencontre de plusieurs idées qui ont émergé à la même époque, à savoir la fin des années 1980 et le tout début des années 1990. L'idée d'un côté était d'avoir une attraction pour Mickey Mouse et ses amis dans le parc Disneyland. Ce lieu permanent nommé Mickey's Starland et situé à Disneyland ou à Walt Disney World aurait permis de rencontrer Mickey. Le parc Magic Kingdom a ainsi ouvert un nouveau land consacré à Mickey Mouse pour son 60e anniversaire, Mickey's Birthdayland. Un autre projet était l'ouverture d'une extension nommée Hollywoodland derrière Main Street, USA à Disneyland et consacrée au cinéma. Ce projet est devenu Disney-MGM Studios.
D'un autre côté, avec le succès du film Qui veut la peau de Roger Rabbit sorti en 1988, Disney se devait de capitaliser sur le personnage de Roger Rabbit. Le concept d'Hollywoodland fut associé, par les imagineers Dave Nurkhart et Joe Lanzisero, à celui du Mickey's Birthdayland et devint un monde de Mickey et des autres toons mais dont Disney a les droits, celui de Mickey's Toontown. Au début des années 1990 dans la même optique de capitaliser sur l'univers de Winnie l'ourson, Walt Disney Imagineering a tenté de développer une attraction de type parcours scénique basé sur les films. Le but été initialement d'en faire un élément du futur Mickey's Toontown avec comme histoire de base la quête de Winnie pour le miel mais elle fut remplacée par Roger Rabbit's Car Toon Spin. Le concept était de faire déplacer les visiteurs dans des pots de miel. Le concept ne fut pas abandonné et a été repris au début des années 2000 sous le nom Many Adventures of Winnie the Pooh.
Plusieurs attractions furent envisagées dont un voyage dans Toontown proche des scènes du film Qui veut la peau de Roger Rabbit ?. Pour cette attraction, l'imagineer Tony Baxter s'est inspiré d'une attraction des Jardins de Tivoli à base de godets tournant. Avec ses collègues ils ont essayé de prendre les tasses de Mad Tea Party dans un parcours scénique, d'abord Haunted Mansion, sans succès puis Pinocchio's Daring Journey ce qui donna naissance à Roger Rabbit's Car Toon Spin. Une autre attraction de type montagnes russes nommée Bay herman's runaway Buggy Ride devait s'inspirer du court métrage Bobo Bidon (1989), emmener les passagers à travers un hôpital et être construite dans le parc Disney-MGM Studios.
Le nouveau land ouvrit en 1993 à Disneyland. Le même concept fut reproduit en 1996 à Tokyo Disneyland mais étrangement comme une image dans un miroir. La même année, le land de Mickey's Birthdayland au Magic Kingdom fut rénové avec un concept légèrement différent. Le land est la ville des maisons de campagne des toons, d'où son nom de Mickey's Toontown Fair. Cette zone a disparu avec l'extension du Fantasyland en 2012 au profit d'un espace basé sur le monde du cirque autour de Dumbo et de Mickey et ses amis.

### Légende officielle
La légende officielle, créée par Walt Disney Imagineering, est la suivante :

« Bien sûr, tout le monde sait que Mickey's ToonTown existait longtemps avant que Disneyland ne soit construit juste à ses côtés. Un beau jour de 1952, tandis que Walt Disney était venu rendre visite à son ami Mickey Mouse, son rêve pour un nouveau type de parc vint dans la conversation. Mickey savait que tant que Walt aurait cette étincelle dans les yeux, tout ce qu'il rêvait était fait pour devenir réalité. Ainsi il fut très abattu quand Walt lui confia qu'il avait des difficultés pour trouver à temps un terrain assez grand pour accueillir toutes les merveilles choses qu'il avait à l'esprit.

"Eh, j'ai une super idée!" s'exclama Mickey tandis qu'il prenait Walt par la main et l'emmenait vers la fenêtre qui séparait Toontown du monde des hommes. "Regarde au-delà de cette de fenêtre", continua Mickey. "Il y a une mince et intéressante parcelle de terrain juste de l'autre côté qui devrait être un lieu fantastique pour construire Disneyland !" et cela le devint.

Plusieurs années passèrent avant que les toons ne se rendent compte qu'il était si facile pour eux d'aller de l'autre côté rendre visite à tous leurs amis non-toons de Disneyland et pour leurs amis non-toons de leur rendre visite à Toontown qu'ils pouvaient ouvrir les portes en permanence. Et c'est ce qui se produisit quand Mickey's Toontown s'ouvrit "finalement" aux visiteurs de Disneyland en février 1993. »

## Les parcs

### Disneyland
Le land ouvrit le 24 janvier 1993, et afin de respecter la légende officielle la zone a été décorée en partie comme la séquence du film Qui veut la peau de Roger Rabbit ?. Pour faire bonne mesure dans l'autre partie se juxtaposent les bâtiments des héros des cartoons de Disney : Mickey, Minnie, Donald et Dingo. Les bâtiments sont construits de façon à paraître construits par des toons plein de couleurs et d'arrondis. Des gags parsèment le land à côté des attractions.

#### Gags
Ces gags sont des objets qui réagissent au passage ou aux actions des visiteurs.
- un baril de TNT devant les machines du Fastpass de Roger Rabbit Car-Toon Spin
- des boîtes mobiles à gauche de ces mêmes machines
- les portes d'un bâtiment sur le même trottoir que les boîtes dont les poignées peuvent être poussées
- un téléphone devant les portes qui explique les faits du film
- dans la prison, une rangée de boîtes aux lettres aux pommeaux mobiles

#### Attractions
- Chip 'n Dale Treehouse
- Donald's Boat
- Gadget's Go Coaster
- Goofy's Playhouse
  - Goofy's Bounce House: 24 janvier 1993 au 3 mars 2006
- Jolly Trolley (on hiatus)
- Mickey & Minnie's Runaway Railway
- Mickey's House
- Minnie's House
- Roger Rabbit's Car Toon Spin

### Magic Kingdom
Ici le nom est Mickey's Toontown Fair avec pour thème une foire dans une ville de campagne. C'est la résidence secondaire campagnarde des personnages de Disney. Le land a ouvert le 18 juin 1988 sous le nom de Mickey's Birthdayland pour le 60e anniversaire de la souris et devait fermer le 22 avril 1990. Le land eut un tel succès qu'il perdura après la fin de la cérémonie le 26 mai 1990 sous le nom de Mickey's Starland. Le nom Mickey's Toontown Fair a été donné en 1996 avec le nouveau thème,. Afin de construire ce land, une portion de l'attraction Grand Prix Raceway a été déplacée.
D'après la brochure officielle du parc en 1988, Mickey's Birthdayland ne contenait que la nouvelle station de train, la maison de Mickey, la ferme de Grand-Mère Donald (remplacée par celle de Dingo) et une tente nommée Mickey's Hollywood Théâtre (devenu Judge's Tent). Les imagineers voulaient une statue d'un fondateur pour faire plus authentique, et c'est à la suite de la suggestion de Russel Schroeder que le land comprend une statue de Cornélius Écoutum.
Le 10 décembre 2010, Disney annonce sur son blog officiel la fermeture le 11 février 2011 de la zone Mickey's Toontown Fair.
- The Barnstormer at Goofy's Wiseacre Farm
- Mickey's Country House
- Minnie's Country House
- Judge's Tent (Rencontre avec Mickey)
- Toontown Hall Of Fame (Rencontre avec les personnages des courts métrages de Disney)
- Donald's Boat (ajouté en 1996)
- Toon Park
- Walt Disney World Railroad - gare de Mickey's Toontown Fair
- Grandma Duck's Farm, ouverte du 18 juin 1988 avec Mickey's Starland au 11 mars 1996[11]. C'était une ferme d'animaux domestiques présentées par Friskies dont une vache ayant une grande tache noire en forme de tête de Mickey[11].

### Tokyo Disneyland
Toontown a ouvert à Tokyo Disneyland le 15 avril 1996 pour les 13 ans du parc et reprend presque à l'identique le land de Disneyland mais avec une symétrie axiale.
- Chip'n Dale's Treehouse
- Donald's Boat
- Gadget's Go Coaster
- Goofy's Bounce House
- Jolly Trolley
- Mickey's House
- Minnie's House
- Roger Rabbit's Car Toon Spin
- Toon Park

### Autres concepts dérivés

#### Disneyland Paris
Le concept a inspiré, au parc Parc Walt Disney Studios, la zone thématique Toon Studios ouverte en 2007.  Toon Studios, est ici le lieu de travail des personnages d'animation, construit en dur. Toontown, lieu d'habitation des personnages est reproduite telle un décor de cinéma démontable dans un coin de la zone thématique afin de figurer la transition entre les deux univers. Ce décor sert aussi de point de rencontre avec les personnages Disney Pixar.

#### Shanghai Disneyland
La Mickey Avenue, s'inspire des Main Street, U.S.A., Mickey's Tontown et Hollywood Blvd., visibles dans les autres parcs Disney. Elle se veut ainsi la synthèse de l'univers et de l'histoire des Studios Disney, en faisant, à la fois, référence à leurs personnages d'animation emblématiques, tels que Mickey Mouse,  à la ville de Marceline où vécut Walt Disney et à Hollywood Boulevard. L'architecture des bâtiments est, tour à tour, victorienne, art deco pueblo ou imaginaire.
L'avenue rassemble des boutiques ou restaurants réels, des entreprises fictives servant de décor et des points de rencontre avec les personnages Disney. On y mélange style victorien, art déco ou médieval.

##### Commerces et restaurants
- Les Pâtisseries de Rémy, une boulangerie française sur le thème du film Ratatouille ;
- Treehouse Treats Chip & Dale, un marché en plein air sur le thème de Tic et Tac ;
- Sweethearts Confiserie, un magasin de bonbons sur le thème de Minnie Mouse ;
- Haus de Waffles ;
- Avenue M Arcade a plus grande des boutiques de souvenirs du parc, basée sur le Carthay Circle Theater  ;
- Il Paperino, boutique de gelato sur le thème de Donald Duck ;
- Mickey & Pals Market Café Restaurant, restaurant mettant en vedette Mickey Mouse, Daisy Duck, les Trois Caballeros, et Tony du restaurant de La Belle et le Clochard.

##### Entreprises fictives
Les boutiques ou entreprises fictives ne sont pas toutes liées à des personnages de dessins animés.
- B.B. Wolf Demolition,
- Three Little Pigs Hardware,
- le coffre de Picsou,
- un garage,
- un dentiste,
- un barbier...